# Подлужье (Ровненская область)
Подлужье (укр. Підлужжя) — село в Таракановской сельской общине Дубенского района Ровненской области Украины.
Население в 2022 году составляло 322 человека. Население по переписи 2001 года составляло 436 человек. Почтовый индекс — 35646. Телефонный код — 3656. Код КОАТУУ — 5621686011.